# Gregor Breier
Gregor Breier (* 1960) ist ein deutscher Konzertpianist, Komponist und Musikproduzent.

## Leben und Wirken
Gregor Breier entstammt einem musikalischen Elternhaus, wo seine musikalische Begabung schon früh entdeckt und gefördert wurde. Er studierte Musik an der Musikhochschule Köln, wo er im Alter von 20 Jahren zum Glauben fand. Danach arbeitete er von 1985 bis 1990 als Konzertpianist und Dirigent am Braunschweiger Staatstheater, bevor er nach einer theologischen Ausbildung als Musikproduzent zum überkonfessionellen Missionswerk „Wort des Lebens“ am Starnberger See wechselte. Dort ist er als Pianist, Komponist, Arrangeur, Produzent und Tourneeleiter tätig und leitet deren Bläserensemble. Neben eigenen Solo-CDs entstanden zusammen mit dem Librettisten Alexander Lombardi etliche Kindermusicals und Chorproduktionen.
Gregor Breier ist mit seiner Frau Beate verheiratet. Das Paar hat vier Kinder und wohnt in Berg-Allmannshausen.

## Veröffentlichungen

### Alben
| Jahr | Titel                                               | Label              |
| ---- | --------------------------------------------------- | ------------------ |
| 1993 | Piano Praise. Gregor Breier mit Orchester           | Hänssler Music     |
| 2001 | Modern Piano Classics. Berühmte klassische Melodien | SCM Hänssler Musik |

### Kindermusicals
mit Alexander Lombardi:
- Der hyperphantastische-vollautomatische-allesweiss-schnell-Computer – oder die Geschichte von Zachäus, (CD), SCM Hänssler Musik, Holzgerlingen 1999.
- Der hyperphantastische-vollautomatische-allesweiss-schnell-Computer – oder die Geschichte von König Josia, (CD), SCM Hänssler Musik, Holzgerlingen 2001.
- Pfiffig & Clever – Bartimäus. Prof. Dr. Theo Logie und die Geschichte von Bartimäus, (CD), SCM Hänssler Musik, Holzgerlingen 2003, 10. Aufl. 2015.
- Das Geheimnis des Feuerofens. Nebukadnezar – Ein Musical für Kinder & Erwachsene, (CD), SCM Hänssler Musik, 2005, 11. Aufl. 2017.
- Superstar(k)?! Petrus – Ein Musical für Kids & Teens (Doppel-CD, Reihe: Kläxbox), SCM Hänssler Musik, Holzgerlingen 2007, 7. Aufl. 2016.
- Lisas Weihnachtsfreude. Ein Musical für die ganze Familie, (CD), SCM Hänssler Musik, Holzgerlingen 2009, 9. Aufl. 2016.
- Esther – Der Stern Persiens, (Doppel-CD, Reihe: Kids in Action), SCM Hänssler Musik, Holzgerlingen 2010, 8. Aufl. 2017.
- Abgezockt – Ein Zachäus-Musical. Ein Musical für Teens & Kids, (Doppel-CD), SCM Hänssler Musik, Holzgerlingen 2011, 3. Aufl. 2016.
- Kids-Songs. Einfach unglaublich, (CD), SCM Hänssler Musik, Holzgerlingen 2012, 3. Aufl. 2015.
- Ausgeträumt – Ein Josef-Musical. Ein Musical für Kids & Teens, (Doppel-CD), SCM Hänssler Musik, Holzgerlingen 2013, 2. Aufl. 2015.
- Maria – Ein Mädchen aus Nazareth. Ein Musical für Kids & Teens, (Doppel-CD), SCM Hänssler Musik, Holzgerlingen 2015.
- Josia – Ein König räumt auf, (Doppel-CD), SCM Hänssler Musik, Holzgerlingen 2016.
- mit Harry Voß und Alexander Lombardi: Der Schlunz – Das Musical (CD, Reihe: Der Schlunz), SCM R.Brockhaus, Witten 2016, 2. Aufl. 2017.
- Petrus – ein Superstar? Ein Musical für Kids & Teens (Doppel-CD mit Booklet), SCM Hänssler Musik, Holzgerlingen 2018.
- Nebukadnezar. Das Geheimnis des Feuerofens. Ein Musical für Kids & Teens (Doppel-CD mit Booklet), SCM Hänssler Musik, Holzgerlingen 2018.
- Bartimäus, ein Blinder blickt durch. Ein Musical für Kids & Teens (CD mit Booklet), SCM Hänssler Musik, Holzgerlingen 2018.
- Martha & Maria – Zwei ungleiche Schwestern. Ein Musical für Kids & Teens, (Doppel-CD), SCM Hänssler Musik, Holzgerlingen 2018.
- Ruth, eine Frau geht ihren Weg – Ein Musical, (Doppel-CD), SCM Hänssler Musik, Holzgerlingen 2019.
- Josef, ein traumhaftes Leben?! – Ein Musical, (Doppel-CD), SCM Hänssler Musik, Holzgerlingen 2020.
- Zachäus, ein kleiner Mann ganz groß – Ein Musical, (Doppel-CD), SCM Hänssler Musik, Holzgerlingen 2020.
- Rahab – Ein Musical, (Doppel-CD), SCM Hänssler Musik, Holzgerlingen 2022.
- Saulus. Vom Jäger zum Gejagten – Ein Musical, (Doppel-CD), SCM Hänssler Musik, Holzgerlingen 2024.

### Liederbücher
- mit Georg Schneller (Hrsg.): Wort des Lebens. Song Collection für Jugend und Gemeindechöre. Band 1 (Chorbuch), 1992.
- mit Alexander Lombardi: Der hyperphantastische-vollautomatische-allesweiss-schnell-Computer – oder die Geschichte von Zachäus, (Liederbuch), SCM Hänssler Musik, Holzgerlingen 2001.
- mit Alexander Lombardi: Der hyperphantastische-vollautomatische-allesweiss-schnell-Computer – oder die Geschichte von König Josia, (Liederbuch), SCM Hänssler Musik, Holzgerlingen 2001.
- mit Harry Voß und Alexander Lombardi: Der Schlunz – Das Ideenheft zum Musical (Reihe: Der Schlunz), SCM R.Brockhaus, Witten 2016, ISBN 978-3-417-28765-3.